# Rimun
Rimun is een bestuurslaag in het regentschap Purworejo van de provincie Midden-Java, Indonesië. Rimun telt 863 inwoners (volkstelling 2010).